# Batalage
Batalage (en serbe cyrillique : Баталаге) est un village de Serbie situé dans la municipalité de Koceljeva, district de Mačva. Au recensement de 2011, il comptait 402 habitants.

## Démographie

### Évolution historique de la population
| 1948 | 1953 | 1961 | 1971 | 1981 | 1991 | 2002 | 2011 |
| ---- | ---- | ---- | ---- | ---- | ---- | ---- | ---- |
| 999  | 999  | 941  | 877  | 759  | 619  | 501  | 402  |

|  |